# Theo Janssen
Theo Janssen (Arnhem, 27 de julho de 1981) e um ex-futebolista neerlandês que atuava como meia. 

## Carreira
Janssen iniciou sua carreira em 1998 no Vitesse, clube da sua cidade natal. Na primeira parte temporada 2003–04, Janssen foi emprestado ao Genk da Bélgica. Em 2008 Janssen foi contratado pelo Twente com qual time ele conquistou o título nacional em 2010. No ano seguinte, ele foi eleito melhor jogador atuando no país. Durante o jogo da última rodada do Campeonato Neerlandês 2010–11 entre Twente e Ajax que valia o título da temporada, Janssen foi o autor do único gol do Twente na derrota por 3 a 1. Após esta partida Janssen foi contratado pelo próprio Ajax onde permaneceu por apenas uma temporada, pois em 27 de agosto de 2012 retornou ao Vitesse.

## Títulos
Twente
- Eredivisie: 2009–10
- Copa dos Países Baixos: 2010–11
- Supercopa dos Países Baixos: 2010

Ajax
- Eredivisie: 2011–12